# Fransérgio
Fransérgio Rodrigues Barbosa (* 18. Oktober 1990 in Rondonópolis) ist ein brasilianischer Fußballspieler.

## Karriere

### Anfänge in Brasilien
Fransérgio begann bei mehreren kleineren Klubs in Brasilien mit dem Fußballspielen. Von 2003 bis 2008 spielte er schließlich in der Jugendabteilung des Paraná Clube. Anschließend spielte er für Athletico Paranaense, wo er nur ein Jahr Jugendspieler war. Am 13. Juni 2009 (6. Spieltag) debütierte er in der Série A für die Profis, als er gegen Sport Recife spät ins Spiel kam. In der kompletten Saison spielte er zehn Ligaspiele und einmal in der Copa Sudamericana. Nach weiteren Einsätzen in der Folgespielzeit wurde er für die Rückrunde der Série B 2010 an den Paraná Clube verliehen. Sein Mannschaftsdebüt gab er am 28. September 2010 (25. Spieltag) als Einwechselspieler gegen den mittlerweile abgestiegenen Sport Recife. Insgesamt spielte er 2010 viermal in der ersten Liga und dreimal in der zweiten. Bei einem 2:2-Unentschieden gegen den FC São Paulo schoss er in der Startelf stehend seinen ersten Treffer im Profibereich. Auch in der Série A 2011 konnte er noch kein Stammspieler werden und kam nur neunmal in der Liga und zweimal in der Copa Sudamericana zum Einsatz.
Daraufhin wurde er an den Ligakonkurrenten SC Internacional abgegeben. Dort kam er aber nahezu nicht zum Einsatz und wurde somit an den Zweitligisten Criciúma EC verliehen. Während seiner Leihe kam er als Stammspieler auf zwei Tore in 30 Ligaeinsätzen. Nach seiner Rückkehr wurde er nun an den Ligakonkurrenten Ceará SC verliehen. Dort kam er aber in vier Monaten zu keinem Einsatz und kehrte somit vor Leihende bereits zu Internacional zurück. Für den Rest der Série B 2013 wurde er dann an Guaratinguetá Futebol verliehen. Bei seiner mittlerweile vierten Leihe der Karriere spielte er 15 Zweitligaspiele in Brasilien.

### Durchbruch in Portugal
Nachdem er nach erneuter Rückkehr erneut keine Chance auf Spielzeit bei Internacional bekommen hatte, wechselte er nach Portugal zu Marítimo Funchal. Am 9. Februar 2014 (18. Spieltag) wurde er gegen den SC Olhanense für die letzten 30 Minuten eingewechselt und gab somit sein Debüt in der Primeira Liga. Gegen die Académica Coimbra wurde er in der Schlussphase eingetauscht und schoss sein erstes Tor in Portugal zum 3:1-Endstand in der Nachspielzeit. In der gesamten Saison 2013/14 spielte er siebenmal in der Profimannschaft (ein Tor) und traf zweimal in vier Zweitligaspielen für die zweite Mannschaft. 2014/15 traf er viermal in 28 Ligaspielen und kam mit seinem Verein in das Finale der Taça da Liga. Die Folgesaison beendete er mit insgesamt acht Toren in 39 Spielen und stand erneut im Ligapokalfinale, wo er diesmal traf. In der Spielzeit 2016/17 spielte er als Mannschaftskapitän insgesamt 35 Mal, traf viermal und legte fünf Treffer auf.
Im Sommer 2017 wechselte er zum portugiesischen Top-Klub Sporting Braga, wo er bis 2022 unterschrieb. Am 9. August 2017 (1. Spieltag) kam er zu seinem ersten Einsatz im Verein, als er gegen Benfica Lissabon in der Startelf stand. In der Europa-League-Endrunde spielte er am 14. September 2017 das erste Mal international gegen die TSG 1899 Hoffenheim. Im nächsten Gruppenspiel schoss er gegen Istanbul Başakşehir sein erstes Tor auf kontinentaler Ebene, worunter sich ein Doppelpack gegen die TSG befand. In der gesamten Saison spielte er zwölfmal in der Liga und fünfmal in der Europa-League-Gruppenphase, wobei er viermal traf. In der Rückrunde verletzte er sich am Knie und fiel für den Rest der Saison aus. 2018/19 spielte er insgesamt 35 Mal und traf zweimal in der Liga. Die Spielzeit 2019/20 war für Fransérgio sehr erfolgreich. Zum einen wurde er zum Kapitän der Mannschaft und kam zu vier Toren in 26 Ligaspielen. In der Europa League kam er zu sieben Spielen und zwei Toren, wobei sein Verein in der Zwischenrunde gegen die Glasgow Rangers ausschied. In der Taça da Liga gewann er mit seiner Mannschaft das Finale gegen den FC Porto. In der Folgesaison scheiterte er dort im Finale, gewann aber die Taça de Portugal. In der Primeira Liga spielte er 30 Mal und traf sechsmal, in der Europa League kam er mit sieben Einsätzen und einem Tor erneut nur bis in die Zwischenrunde. Das Supercup-Finale verlor er trotz eines eigenen Treffer mit seinem Verein.

### Wechsel nach Frankreich
Im August 2021 wechselte er für viereinhalb Millionen Euro und eventuellen drei Millionen Euro als Bonuszahlungen in die Ligue 1 zu Girondins Bordeaux. Sein erstes Spiel in der Ligue 1 absolvierte er über die vollen 90 Minuten gegen den OGC Nizza. In Bordeaux blieb er bis Saisonende 2022/23.
Im Juni 2023 wurde die Rückkehr in seine Heimat bekannt. Hier unterzeichnete er einen Kontrakt beim Coritiba FC, um mit diesem in der Série A 2023 anzutreten. Der Kontrakt erhielt eine Laufzeit bis Jahresende 2026.

## Erfolge
CS Marítimo
- Vize-Ligapokalsieger: 2015, 2016

Sporting Braga
- Ligapokalsieger: 2020
- Portugiesischer Pokalsieger: 2021